# Domenico Maroli
Domenico Maroli (* 1612 in Messina; † 23. Mai 1676 ebenda) war ein italienischer Maler in Venedig und auf Sizilien.

## Leben
In jungen Jahren trat Maroli in die Werkstatt von Antonio Barbalonga ein, wo er acht Jahre blieb.
Um 1642 ging er nach Venedig. Dort setzte er sich intensiv mit der Genremalerei der Malerfamilie Bassano auseinander, deren bäuerlich-rustikalen Stil er sich aneignete und ihn mit den klassizistischen Elementen seines Lehrers Barbalonga verband. Wie sein Freund, der Maler und Schriftsteller  Marco Boschini (1613–1678) schrieb, malte er in dieser Zeit pastorale Landschaften, Seestücke und Tierbilder.
Gegen 1642 hielt sich für kurze Zeit in Bologna auf. Vor 1657 muss er in seiner Heimatstadt zurück gewesen sein, da der Senat von Messina bei ihm das Gemälde Madonna della lettere bestellte, das 1657 der Gemeinde Catania gestiftet wurde.

## Werke
- Kathedrale von Reggio Calabria: Opfer des Melchisedek (1665)
- Museo Regionale di Messina: Loth und seine Töchter
- Nonnenkloster S. Paolo (Messina) Martyrium des S. Placidius (nur als Foto vorhanden), zerstört durch das Erdbeben von Messina 1908
- Chiesa Santa Maria La Grotta (Messina Peloro): Christi Geburt
- Kunsthandel (ehemals Sammlung Giovanni Nani): Euklid von Megara lauscht als Frau verkleidet den Lehren des Sokrates (um 1650)